# Zdravko Zovko
Zdravko Zovko, jugoslovanski (hrvaški) rokometaš, * 28. maj 1955, Kolibe Gornje (BiH).
Leta 1984 je na poletnih olimpijskih igrah v Los Angelesu v sestavi jugoslovanske rokometne reprezentance osvojil zlato olimpijsko medaljo.